# Louis Trousselier
Louis Trousselier (Levallois-Perret, 29 de junio de 1881-París, 24 de abril de 1939) fue un ciclista francés, nacido en Levallois-Perret (Hauts de Seine) en 1881; algunas fuentes sostienen que nació el 29 de enero, otras que nació el 29 de junio. Murió en París.
En 1900 participa en los Juegos Olímpicos de París.
Trousselier debe su fama principalmente a su victoria en el Tour de Francia de 1905. Sus otras grandes victorias fueron la París-Roubaix, también en 1905, y la Burdeos-París de 1908. En el Tour de 1906 quedó tercero, y durante el curso de su carrera obtuvo 12 victorias de etapa en la ronda francesa.

## Palmarés
| 1902 - París-Rennes 1905 - Tour de Francia, más 5 etapas - París-Roubaix - París-Valenciennes - Bruselas-Roubaix 1906 - 3.º en el Tour de Francia, más 4 etapas 1907 - 1 etapa en el Tour de Francia - 3.º en el Campeonato de Francia de ciclismo en ruta | 1908 - Burdeos-París - 2.º en el Campeonato de Francia de ciclismo en ruta 1909 - 1 etapa en el Tour de Francia 1910 - 1 etapa en el Tour de Francia |

## Resultados en Grandes Vueltas
Durante su carrera deportiva ha conseguido los siguientes puestos en las Grandes Vueltas:
| Carrera         | 1903 | 1904 | 1905 | 1906 | 1907 | 1908 | 1909 | 1910 | 1911 | 1912 | 1913 |
| --------------- | ---- | ---- | ---- | ---- | ---- | ---- | ---- | ---- | ---- | ---- | ---- |
| Giro de Italia  | X    | X    | X    | X    | X    | X    | Ab.  | -    | -    | -    | -    |
| Tour de Francia | -    | -    | 1.º  | 3.º  | Ab.  | Ab.  | 8.º  | Ab.  | Ab.  | 11.º | 38.º |
| Vuelta a España | X    | X    | X    | X    | X    | X    | X    | X    | X    | X    | X    |